# 1956年メルボルンオリンピックのトルコ選手団
1956年メルボルンオリンピックのトルコ選手団（1956ねんメルボルンオリンピックのトルコせんしゅだん）は、1956年11月22日から12月8日にかけてオーストラリアのメルボルンで開催された1956年メルボルンオリンピックのトルコ選手団、およびその競技結果。

## 概要
今大会は金メダル3個、銀メダル2個、銅メダル2個の合計7個のメダルを獲得した。

## メダル
| メダル | 選手名                       | 競技       | 種目                           |
| ------ | ---------------------------- | ---------- | ------------------------------ |
| 金     | ムスタファ・ダギスタンリ     | レスリング | 男子フリースタイルバンタム級   |
| 金     | ハミト・カプラン             | レスリング | 男子フリースタイルヘビー級     |
| 金     | ミサト・バイラク             | レスリング | 男子グレコローマンウェルター級 |
| 銀     | イブラヒム・ゼンギン         | レスリング | 男子フリースタイルウェルター級 |
| 銀     | リザ・ドアン                 | レスリング | 男子グレコローマンライト級     |
| 銅     | フセイン・アクバシュ         | レスリング | 男子フリースタイルフライ級     |
| 銅     | デュルスン・アリ・エリバシュ | レスリング | グレコローマンフライ級         |